# Восушка
Восу́шка  (Вису́шка, Осу́шка, Везучка) — річка в Україні, в межах Тернопільського району Тернопільської області. Ліва притока Стрипи (басейн Дністра). 

## Опис
Довжина 34 км. Площа водозбірного басейну 187 км². Похил річки 1,0 м/км. Долина V-подібна, завширшки 200—300 м. Заплава двобічна, завширшки 20—50 м. Річище слабозвивисте, завширшки до 8 м. Річище майже повністю зарегульоване. Використовується на господарські водопотреби.

## Розташування
Річка бере початок на північний захід від села Яцківці. Тече Подільською височиною на південний схід і південь. Впадає до Стрипи на північ від села Денисів. 

## Притоки
Цицорка (права) і невеликі потічки. 

## Населені пункти
Над річкою розташовані такі села й селища (від витоків до гирла): Яцківці, Сировари, Білківці, Богданівка, розділяє собою Осташівці з Данилівцями і під Залізничним мостом впливає в Озерну, Покропивна, Козлів, Дмухівці, Слобідка, Городище.

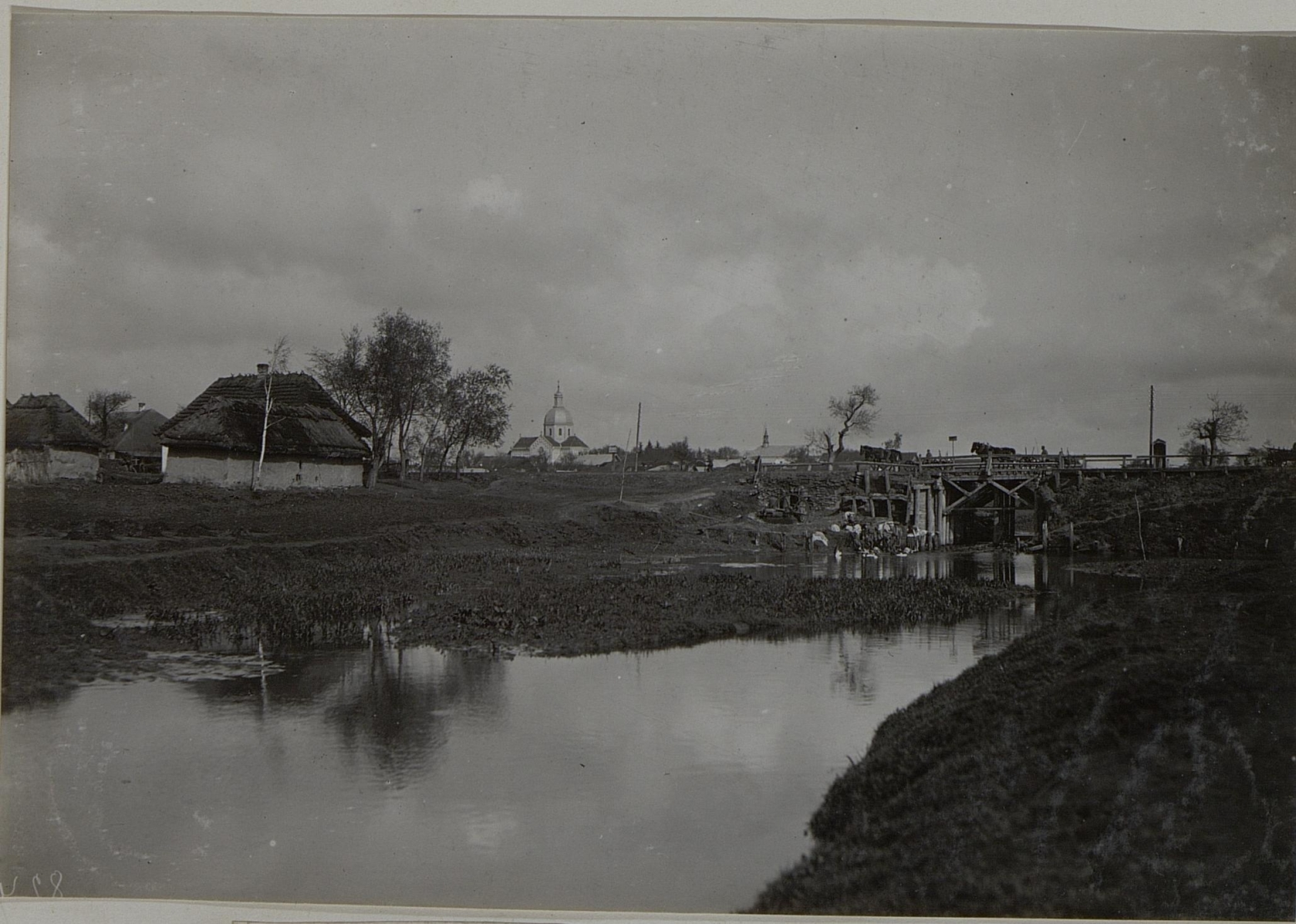
Село Озерна на річці Восушці у 1915 році
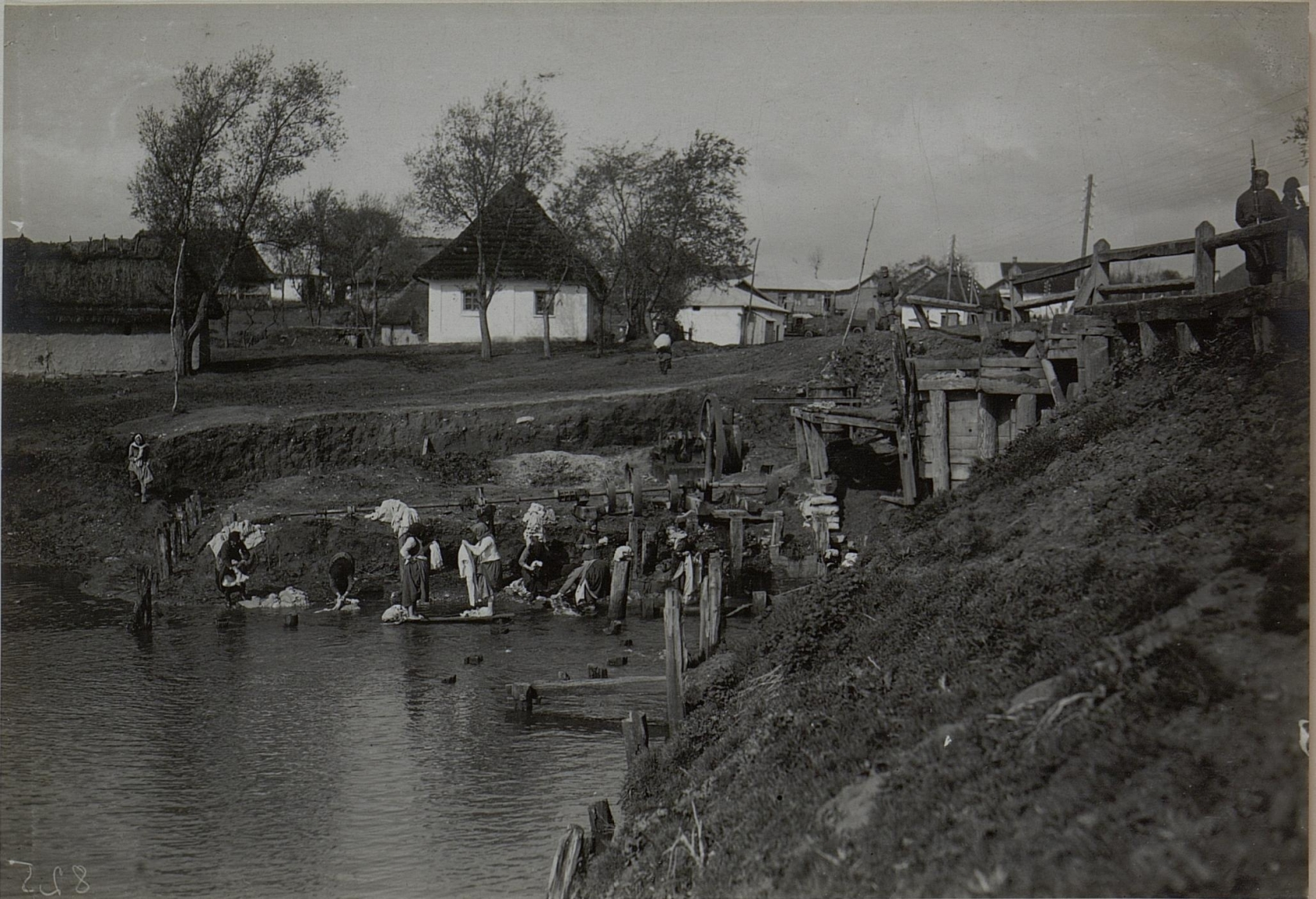
Село Озерна на річці Восушці у 1915 році

## Історія

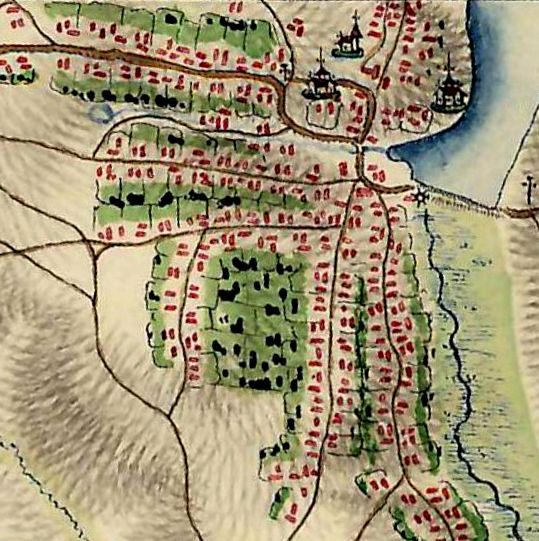
Село Озерна на березі річки Восушки, близько 1769-1787 рр. Карта Йосифинської метрики (Josephinische Landesaufnahme).
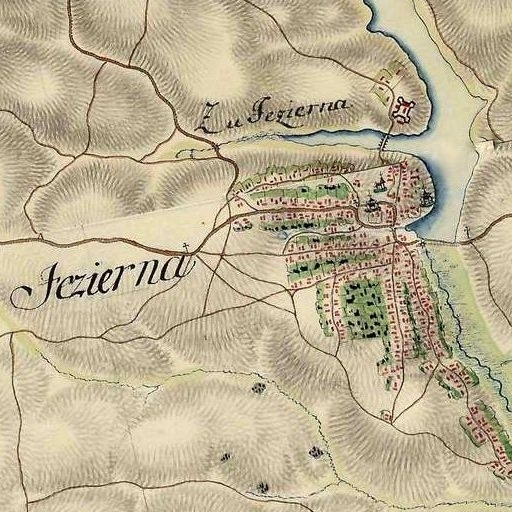
Село Озерна на березі річки Восушки, близько 1787 року. Карта Йосифинської метрики (Josephinische Landesaufnahme).
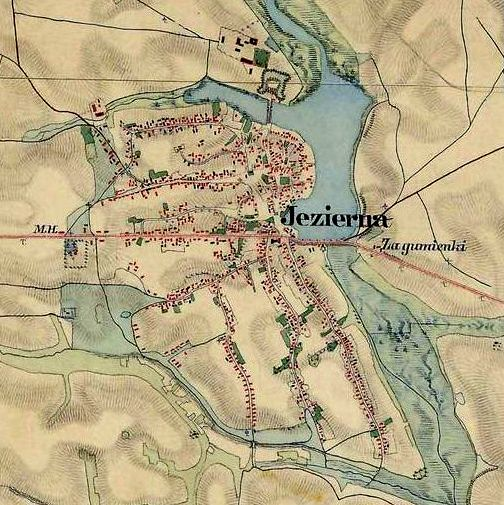
Село Озерна на березі річки Восушки, 1809-1869 рр. Карта Францисканської метрики (Franziszeische Landesaufnahme)

## Іхтіофауна
Риби майже немає — по притоках однак трапляються карась, пічкур, плітка, окунь та інші. Причиною є висихання і значне забруднення.

## Цікаві факти
У 1970-х роках русло річки очистили і поглибили внаслідок чого мокрі видолинки обабіч річки стали можливими для випасу худоби. Одночасно зникло п'ять великих (6—8 м у діаметрі) «безодень». Про одну з них в селі ходила легенда, що у ній втопився кінь, який підземними потоками води був винесений у селі Плотича. Безодні мали адреси: при залізниці, в Попових долинках, біля Леськова, на Лейбовім, біля Воробця.